# Toklat River
Der Toklat River ist ein etwa 175 km langer rechter Nebenfluss des Kantishna River im Zentrum des US-Bundesstaats Alaska.

## Verlauf
Der Toklat River wird von einem namenlosen Gletscher an der Nordflanke der Alaskakette auf einer Höhe von etwa 1400 m gespeist. Er fließt anfangs in nordnordwestlicher Richtung. Nach knapp 20 Kilometern kreuzt die Straße des Denali-Nationalparks den Flusslauf (⊙). Auf den folgenden Kilometern durchschneidet der Toklat River mehrere der Hauptkette der Alaskakette vorgelagerte Höhenkämme. Bei Flusskilometer 117 trifft der Clearwater Fork von links auf den Toklat River. Anschließend fließt der Toklat River in Richtung Nordnordost. Im Westen wird der Fluss nun von den Kantishna Hills flankiert. Nach 7 Kilometern trifft der Crooked Creek linksseitig auf den Toklat River. Bei Flusskilometer 103 mündet der East Toklat River von Südosten kommend auf den Toklat River. Bei Flusskilometer 68 trifft der Sushana River von rechts auf den Toklat River. Dieser wendet sich wenig später in Richtung Nordnordwest und durchfließt im Unterlauf das zentrale Tiefland von Alaska und mündet schließlich auf einer Höhe von 116 m in den Kantishna River. Im Ober- und Mittellauf bildet der Toklat River einen verflochtenen Fluss. Auf den unteren 40 Kilometern bis zu seiner Mündung ändert der Fluss seinen Charakter und bildet unzählige enge Mäander.